# Cmentarz żydowski w Urzędowie
Cmentarz żydowski w Urzędowie – kirkut społeczności żydowskiej niegdyś zamieszkującej Urzędów. Powstał na początku XX wieku. Znajdował się na południe od miejscowości. Został zniszczony podczas II wojny światowej. Nie zachowały się żadne nagrobki.